# Patricius lucifuga
Patricius lucifuga is een vlinder uit de familie van de Lycaenidae. De wetenschappelijke naam van de soort is in 1915 voor het eerst gepubliceerd door Hans Fruhstorfer.
De soort komt voor in China (Sichuan).